# Ровт под Менино
Ровт под Менино (словен. Rovt pod Menino) је насељено место у општини Назарје, Савињска регија, Словенија.

## Историја
До територијалне реорганизације у Словенији био је у саставу старе општине Мозирје.

## Становништво
У попису становништва из 2011. године, Ровт под Менино је имао 99 становника.
| Број становника према пописима | Број становника према пописима | Број становника према пописима |
| ------------------------------ | ------------------------------ | ------------------------------ |
| 1991                           | 2002                           | 2011                           |
| 120                            | 110                            | 99                             |

Напомена: До 1955. исказивано под именом Свети Јошт, а од 1955. до 1963. под именом Ровте при Назарјих.

## Галерија
- римокатоличка црква "Свети Јошт"
- римокатоличка капела "Свети Гервасије и Протасије"